# كهل عليا
کهل عليا هي قرية في مقاطعة شاهين دج، إيران. يقدر عدد سكانها بـ 303 نسمة بحسب إحصاء 2016.